# Dubniu

Dubniu

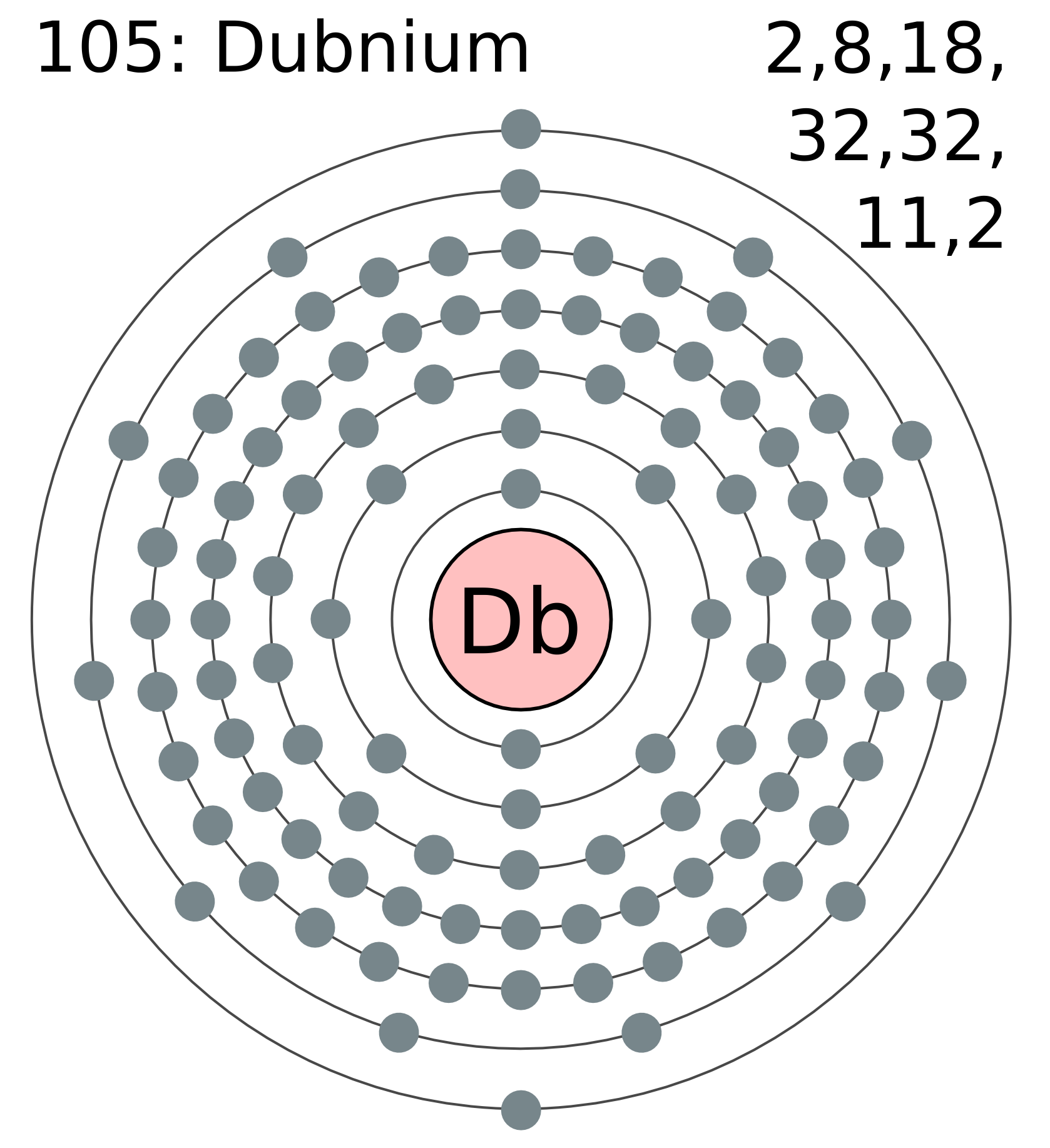
Configurația electronică a atomului de dubniu

Dubniu este elementul chimic cu numărul atomic 105 și simbol chimic Db. Acest element chimic a fost denumit după orașul Dubna, Rusia, locul unde a fost produs prima oară. Este un element chimic sintetic și radioactiv; cel mai stabil izotop al său (268Db) are timp de înjumătățire de aproximativ 28 ore. 

## Istoric

### Descoperire
Prima raportare legată de descoperirea dubniului a fost făcută în 1968, de către Institutul Unificat de Cercetare Nucleară din Dubna, Rusia. Cercetătorii de la acest institut au bombardat o mostră de 243Am cu ioni de 22Ne. Astfel s-a constatat o energie de 9,40 până la 9,70 MeV de radiații α și în urma acestei dezintegrări nucleare s-a presupus formarea izotopului 260Db sau 261Db.

### Controverse asupra denumirii
Echipa de cercetători sovietici, mai târziu ruși, a propus ca elementul 105 să se numească nielsbohrium (Ns), în cinstea fizicianului danez Niels Bohr. Echipa de cercetători americani a propus ca noul element să se numească hahnium (Ha), în cinstea chimistului german Otto Hahn. IUPAC adoptă un nume temporar unnilpentium (Unp), până la clarificare a descoperitorului de drept. În dorința de a rezolva această incertitudine, în 1994, IUPAC propune numele elementului 105 să fie joliotium (Jl), în cinstea fizicianului francez Frédéric Joliot-Curie. Însă în 1997, IUPAC decide ca elementul 105 să fie denumit dubniu după numele orașului rusesc Dubna.
 